# Katie Volynetsová
Katie Volynetsová (* 31. prosince 2001 Walnut Creek, Kalifornie) je americká profesionální tenistka. Ve své dosavadní kariéře na okruhu WTA Tour nevyhrála žádný turnaj.  V sérii WTA 125 vybojovala jednu singlovou trofej. V rámci okruhu ITF získala dva tituly ve dvouhře.
Na žebříčku WTA byla ve dvouhře nejvýše klasifikována v srpnu 2024 na 57. místě a ve čtyřhře v květnu 2022 na 447. místě. Trénuje ji  Alejandro Dulko. Dříve tuto roli plnil Henner Nehles.

## Soukromý život
Narodila se roku 2001 ve Walnut Creeku do rodiny ukrajinských imigrantů, kteří odešli do Spojených států v polovině 90. let dvacátého století a usadili se v Kalifornii. Rodinné předky má v Kyjevě a Dnipru. Plynně hovoří ukrajinsky, rusky a anglicky. Tenis, který začala hrát v pěti letech, preferovala před plaváním, jemuž se závodně věnovala matka.

## Tenisová kariéra
V prosinci 2016 vyhrála floridský Orange Bowl v kategorii 16letých a stala se první juniorkou od roku 1993, která v jediné sezóně navázala na triumf z předchozí události Eddie Herr Championships.

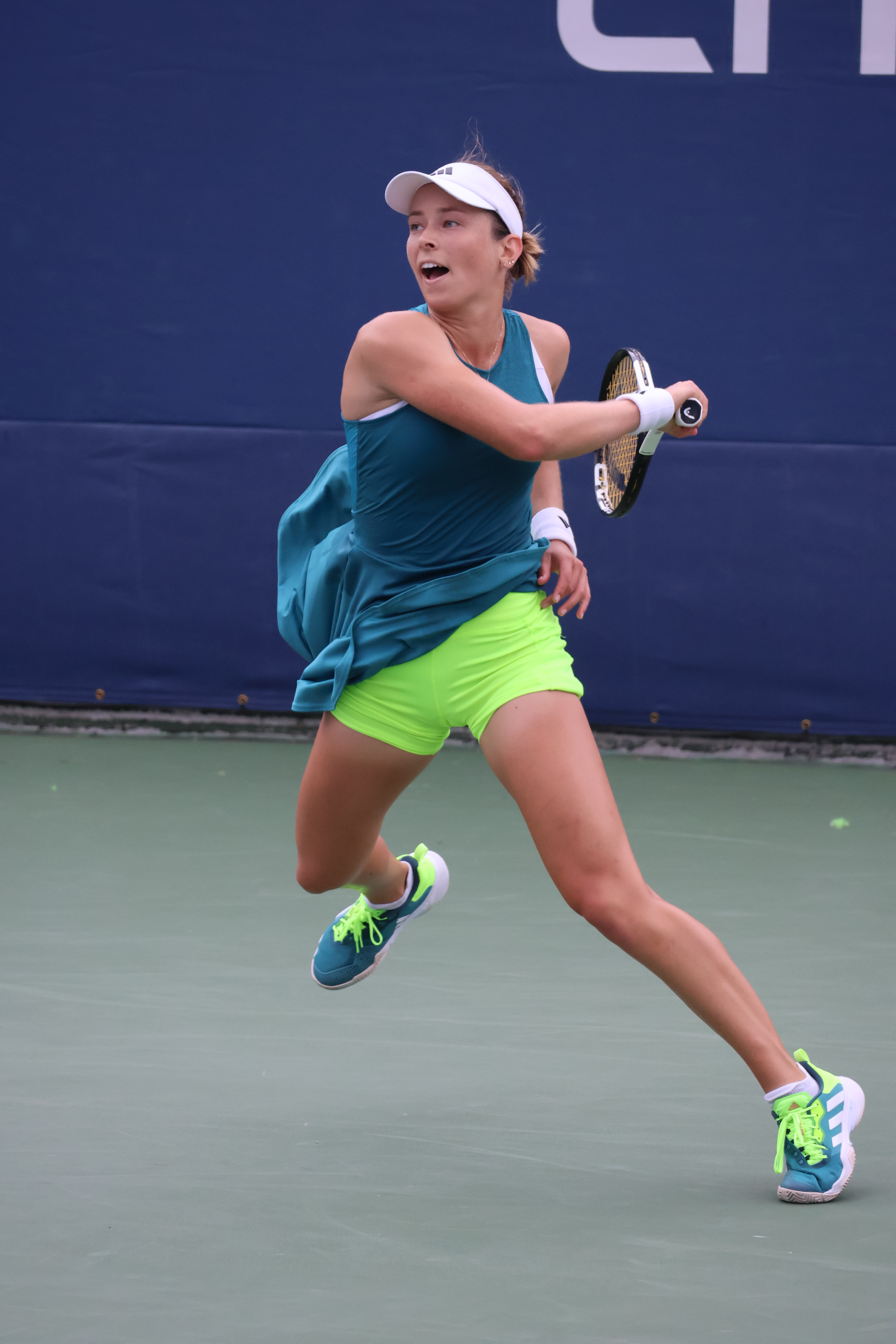
Forhend v kvalifikaci US Open 2023

V rámci okruhu ITF debutovala v červnu 2017, když na turnaji v jihokarolínském Sumteru dotovaném 25 tisíci dolary přehrála v závěrečném kvalifikačním kole Brazilku Luisu Stefaniovou. V závěru druhé sady úvodního kola pak skrečovala krajance Francesce Di Lorenzové. Dvě trofeje v této úrovní tenisu si odvezla z floridských turnajů s maximálním rozpočtem 100 tisíc dolarů. První z nich vybojovala během května 2021 v Bonita Springs, kde v třísetové finálové bitvě zdolala Rumunku Irinu Baraovou. Přes stejnou soupeřku postoupila do finálového duelu v Palm Harbouru během dubna 2022, v němž ji nezastavila Číňanka Wang Si-jü z poloviny druhé stovky žebříčku.
Do kvalifikace okruhu WTA Tour premiérově zasáhla na dubnovém Silicon Valley Classic 2019 z kategorie Premier, kde podlehla Kristie Ahnové z druhé světové stovky. Titul ze srpnového Juniorského mistrovství Spojených států 2019 do 18 let v San Diegu jí zajistil divokou kartu do ženského singlu US Open 2019. V něm nastoupila do první grandslamové soutěže. V úvodním kole však nenašla recept na pozdější kanadskou vítězku a světovou patnáctku Biancu Andreescuovou. Jednalo se o její první zápas v hlavní soutěži túry WTA. Mimo grandslam si dvouhru poprvé zahrála na říjnovém BGL Luxembourg Open 2019, kde podlehla páté nasazené Slovence Viktórii Kužmové z šesté desítky klasifikace. První soutěžní zápas vyhrála na únorovém Abierto Mexicano Telcel 2020 v Acapulku. Přes Shelby Rogersovou prošla do druhé fáze, v níž ji zastavila Mexičanka Renata Zarazúová. Na TK Sparta Prague Open 2020 ze série WTA 125K nezvládla úvodní duel s Brazilkou Gabrielou Céovou.

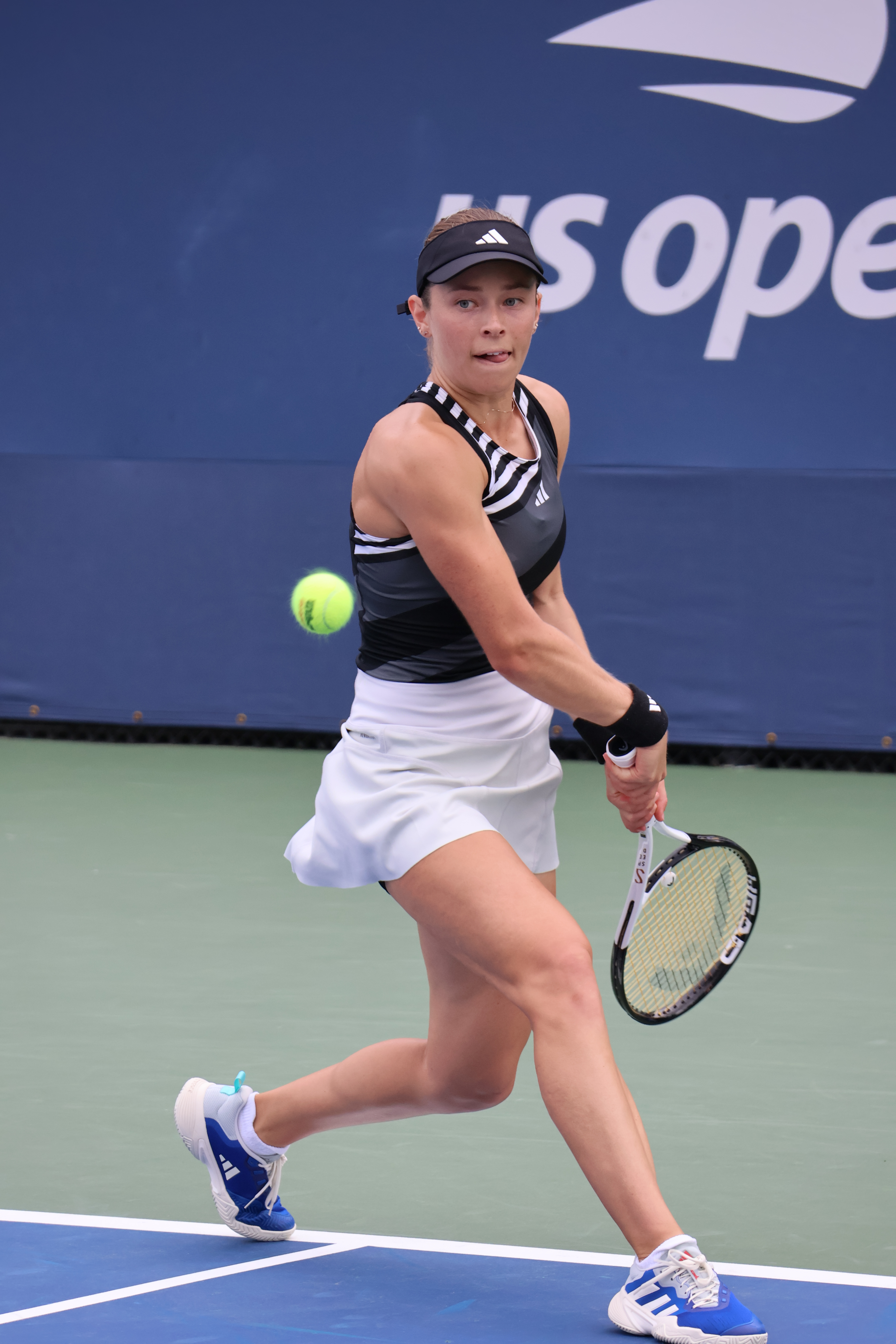
Bekhend ve dvouhře US Open 2023

Na londýnském pažitu debutovala Wimbledonem 2021, když v kvalifikačním kole porazila Brazilku Beatriz Haddad Maiovou. V singlu jí však stopku vystavila sedmdesátá deváta žena žebříčku Irina-Camelia Beguová po dvousetovém průběhu. Na US Open 2021 hladce prohrála s Ajlou Tomljanovićovou. Premiéru v kategorii WTA 1000 prožila na divokou kartu během říjnového BNP Paribas Open 2021 v Indian Wells. Vstup do turnaje však proti člence světové padesátky Petře Martićové nezvládla. Na premiérovém Australian Open 2022 jí porážku z předchozí sezóny oplatila Haddad Maiová. BNP Paribas Open 2022, hraný již v tradičním březnovém termínu, znamenal vítězství nad Nizozemkou Arantxou Rusovou a porážku od dvacáté třetí nasazené Rusky Darji Kasatkinové. Na pařížském French Open 2022 dosáhla premiérové grandslamové výhry, když v prvním kole přehrála Švýcarku Viktoriji Golubicovou z šesté desítky žebříčku. Poté však nestačila na turnajovou šestnáctku Jelenu Rybakinovou. Do sezóny 2023 vstoupila postupem z kvalifikace na aucklandském ASB Classic 2023, na němž prohrála s Venus Williamsovou.
Do singlu Australian Open 2023 postoupila po třech kvalifikačních výhrách včetně závěrečné nad Kristinou Mladenovicovou. První účast ve třetím kole grandslamu jí přinesla vítězství s Jevgenijí Rodinovou a světovou devítkou Veronikou Kuděrmetovovou, kdy poprvé zdolala členku elitní světové desítky. Jako první americká kvalifikantka od Davenportové v roce 1993 tak na Australian Open prošla do třetího kola.

## Finále série WTA 125
| Legenda                  |
| ------------------------ |
| D – dvouhra; Č – čtyřhra |
| WTA 125 (1–0 D)          |

### Dvouhra: 1 (1–0)
| Stav    | č. | datum       | turnaj               | povrch | soupeřka ve finále | výsledek      |
| ------- | -- | ----------- | -------------------- | ------ | ------------------ | ------------- |
| Vítězka | 1. | červen 2024 | Makarska, Chorvatsko | antuka | Majar Šarífová     | 3–6, 6–2, 6–1 |

## Tituly na okruhu ITF
| Dotace turnajů okruhu ITF | Dotace turnajů okruhu ITF |
| ------------------------- | ------------------------- |
| 100 000 $ tournaments     | 80 000 $ tournaments      |
| 60 000 $ tournaments      | 40 000 $ tournaments      |
| 25 000 $ tournaments      | 15 000 $ tournaments      |

### Dvouhra (2 tituly)
| Č. | datum       | turnaj                        | povrch | poražená finalistka | výsledek                |
| -- | ----------- | ----------------------------- | ------ | ------------------- | ----------------------- |
| 1. | květen 2021 | Bonita Springs, Spojené státy | antuka | Irina Baraová       | 6–7(4–7), 7–6(7–2), 6–1 |
| 2. | duben 2022  | Palm Harbour, Spojené státy   | antuka | Wang Si-jü          | 6–4, 6–3                |